# Мерсед (округ, Каліфорнія)
Шаблон:StateAbbr_ 37°11′ пн. ш. 120°43′ зх. д. / 37.19° пн. ш. 120.71° зх. д.
Округ Мерсед (англ. Merced County) — округ (графство) у штаті Каліфорнія, США. Ідентифікатор округу 06047.

## Історія
Округ утворений 1855 року.

## Демографія
За даними перепису
2000 року
загальне населення округу становило 210554 осіб, зокрема міського населення було 174810, а сільського — 35744.
Серед мешканців округу чоловіків було 104931, а жінок — 105623. В окрузі було 63815 домогосподарств, 49760 родин, які мешкали в 68373 будинках.
Середній розмір родини становив 3,69.
Віковий розподіл населення поданий у таблиці:
| Стать    | До 15 років | 15-21 | 22-29 | 30-39 | 40-49 | 50-65 | 65-85 | Понад 85 |
| -------- | ----------- | ----- | ----- | ----- | ----- | ----- | ----- | -------- |
| Чоловіки | 30971       | 13150 | 11385 | 14922 | 13603 | 12303 | 7926  | 671      |
| Жінки    | 29575       | 12245 | 10903 | 15105 | 13645 | 12743 | 9979  | 1428     |

## Виноски
1. ↑  U.S. Decennial Census. United States Census Bureau. Архів оригіналу за 12 травня 2015. Процитовано 28 вересня 2015.
2. ↑  Historical Census Browser. University of Virginia Library. Архів оригіналу за 11 серпня 2012. Процитовано 28 вересня 2015.
3. ↑  Forstall, Richard L., ред. (27 березня 1995). Population of Counties by Decennial Census: 1900 to 1990. United States Census Bureau. Архів оригіналу за 24 вересня 2015. Процитовано 28 вересня 2015.
4. ↑  Census 2000 PHC-T-4. Ranking Tables for Counties: 1990 and 2000 (PDF). United States Census Bureau. 2 квітня 2001. Архів оригіналу (PDF) за 18 грудня 2014. Процитовано 28 вересня 2015.
5. ↑  State & County QuickFacts. United States Census Bureau. Архів оригіналу за 3 липня 2011. Процитовано 4 квітня 2016.(англ.) Наведено за англійською вікіпедією.
6. ↑  American FactFinder. Бюро перепису населення США. Архів оригіналу за 26 лютого 2012. Процитовано 31 січня 2008.

| США | Це незавершена стаття з географії США. Ви можете допомогти проєкту, виправивши або дописавши її. |